# Hadrothemis coacta
Hadrothemis coacta är en trollsländeart som först beskrevs av Karsch 1891.  Hadrothemis coacta ingår i släktet Hadrothemis och familjen segeltrollsländor. IUCN kategoriserar arten globalt som livskraftig. Inga underarter finns listade i Catalogue of Life.